# Ursus deningeri
Ursus deningeri (ведмідь Денінгера) — викопний вид ведмедів, що існував на території Євразії у плейстоцені (1,8 млн — 100 тис. років тому). Вважається, що Ursus deningeri є нащадком Ursus savini і предком ведмедя печерного.
Найдавніші скам'янілі рештки знайдені у Монголії; вони датуються раннім плейстоценом, 1,8 млн років тому. Пізніше вид поширився на захід до Європи. Скам'янілості з пізнього плейстоцену (800—100 тис. років) знайдені на території Ірану, Туреччини, Чехії, Італії, Іспанії, Англії, Франції та на Балканах.